# Neohymenopogon
Neohymenopogon là một chi thực vật có hoa trong họ Thiến thảo (Rubiaceae).

## Loài
Chi Neohymenopogon gồm các loài: